# Bakuman
Bakuman (バクマン。) és un manga shōnen escrit per Tsugumi Ohba i il·lustrat per Takeshi Obata i posteriorment un anime adaptat per J.C.Staff. La sèrie segueix els brillants artistes Moritaka Mashiro i Akito Takagi, dos nois de novè grau que volen convertir-se en mangaka.
En el manga hi ha diverses referències a la cultura pop i manga, entre ells la sèrie Death Note, l'anterior col·laboració d'Ohba i Obata, One Piece, Naruto, Dragon Ball. El primer capítol de Bakuman va ser llançat al Japó el 8 d'agost de 2008, serialitzat a la revista Weekly Shonen Jump. El primer volum va ser llançat el 5 de gener de 2009, i actualment ja s'han publicat onze volums, amb un índex de popularitat elevat.

## Argument
Mashiro Moritaka és un estudiant de secundària de 14 anys que té grans dots com a dibuixant, i està enamorat d'Azuki Miho. Mashiro era nebot de Mashiro Nobuhiro, un mangaka conegut com Taro Kawaguchi, que dibuixava el manga Super Hero Legends, el qual sortia setmanalment a la Weekly Shonen Jump. Nobuhiro mor per sobreesforç i fatiga, ja que dormia poc. La mort del seu oncle va afectar molt Mashiro, que va perdre totes les esperances a tornar-se mangaka. Un dia es deixa un quadern a l'aula, que conté un dibuix d'Azuki. En tornar a l'aula, es troba amb Akito Takagi, l'estudiant més intel·ligent del curs, que seu darrere seu. Takagi promet tornar-li a Mashiro el quadern, amb la condició de fer amb l'un duet de mangakas, a la qual cosa Mashiro s'oposa rotundament.
Després de tornar a casa, Takagi truca a Mashiro, dient que es confessarà a Azuki, per fer que ell el segueixi. Mashiro es troba amb Takagi davant de la casa d'Azuki, i quan semblava que Takagi s'havia de declarar, Takagi revela el somni d'Azuki: vol ser actriu de doblatge. Després li proposa la idea que ell farà un duet de mangakas amb Mashiro i faran un manga que es torni anime perquè Azuki en sigui l'actriu de doblatge de la protagonista. En un moment de barreja de sentiments, Mashiro proposa a Azuki que, quan aquest somni es compleixi, tots dos es casaran. Azuki, després d'entrar a casa espantada, li promet que així serà, i que mentre no sigui així es comunicaran a través de correus electrònics, cosa que li dona a Mashiro una nova visió de la vida, i ànims per assolir aquest somni.

## Personatges
Moritaka Mashiro (真城 最高)
Jove amb el sobrenom "Saiko" que té l'objectiu de convertir-se en mangaka de publicar el seu manga i, quan aquest sigui adaptat en un anime, que la seva promesa, Miho Azuki, dobli al personatge femení principal. És l'artista al duo mangaka "Ashirogi Muto".
Akito Takagi (高木 秋人)
Jove amb el sobrenom "Shujin" que proposa a en Mashiro formar un duo mangaka. Ell és l'escriptor de les històries de "Ashirogi Muto". A l'institut treia les màximes qualificacions de tot el país, però això no tenia res a veure amb els seus somnis.
Miho Azuki (亜豆 美保)
Noia bonica que aspira a convertir-se en actriu de doblatge professional. Està enamorada de Saiko des que tenia uns deu anys, i promet casar-s'hi quan es compleixi el seu somni.
Kaya Miyoshi (見吉 香耶)
Va participar en campionats nacionals de karate al Japó. És la xicota d'en Takagi i s'hi casa als dinou anys. Habitualment és a l'estudi dels Ashirogi Muto i els ajuda quan treballen en el seu manga.
Eiji Niizuma (新妻 エイジ)
Reconegut com el geni de secundària per presentar algunes de les millors històries autoconclusives a la revista Weekly Shonen Jump amb la curta edat de 15 anys. Es considera rival dels "Ashirogi Muto", ja que li agrada molt l'estil interessant dels seus treballs.
Nobuhiro Mashiro (真城 信弘)
Com a mangaka, tenia el pseudònim de "Taro Kawaguchi". Era l'oncle de Mashiro, però va morir quan aquest anava a sisè de primària. Va ser l'autor del reconegut manga humorístic "La llegenda del Superheroi".
Miyuki Azuki (亜豆 美雪)
És la mare de Miho Azuki. Nobuhiro Mashiro i ella estaven enamorats, però mai es varen saber confessar, i ella es va casar amb un altre home.
Akira Hattori (明 服部)
Editor de la Weekly Shonen Jump que té assignats als autors "Ashirogi Muto". Aquest personatge està basat en el vertader Akira Hattori de la Weekly Shonen Jump real que hi ha al Japó.

## Anime
| #  | Títol en català                            | Títol en japonès | Títol en romanji    | Data d'estrena al Japó |
| -- | ------------------------------------------ | ---------------- | ------------------- | ---------------------- |
| 1  | Veritat i realitat                         | 夢と現実         | Yume to Genjitsu    | 2 d'octubre de 2010    |
| 2  | Idiota i geni                              | 馬鹿と利口       | Baka to Rikō        | 9 d'octubre de 2010    |
| 3  | Pares i fills                              | 親と子           | Oya to Ko           | 16 d'octubre de 2010   |
| 4  | Temps i clau                               | 時と鍵           | Toki to Kagi        | 23 d'octubre de 2010   |
| 5  | L'estiu i el "nom"                         | 夏とネーム       | Natsu to Nēmu       | 30 d'octubre de 2010   |
| 6  | Pastanaga i pal                            | アメとムチ       | Ame to Muchi        | 6 de novembre de 2010  |
| 7  | Llagrimes i llagrimes                      | 涙と涙           | Namida to Namida    | 13 de novembre de 2010 |
| 8  | Incertesa i expectatives                   | 不安と期待       | Fuan to Kitai       | 20 de novembre de 2010 |
| 9  | Lament i comprensió                        | 後悔と納得       | Kōkai to Nattoku    | 27 de novembre de 2010 |
| 10 | 10 i 2                                     | １０と２         | Jū to Ni            | 4 de desembre de 2010  |
| 11 | Xocolata i NEXT!                           | チョコとNEXT！   | Choko to NEXT！     | 11 de desembre de 2010 |
| 12 | Celebració i graduació                     | 御馳走と卒業     | Gochisō to Sotsugyō | 18 de desembre de 2010 |
| 13 | Resultats premiliminars i resultats finals | 速報と本ちゃん   | Sokuhō to Honchan   | 25 de desembre de 2010 |
| 14 | Batalla i copia                            | バトルと模写     | Batoru to Mosha     | 8 de gener de 2011     |
| 15 | Debut i impaciència                        | デビューと焦り   | Debyū to Aseri      | 15 de gener de 2011    |
| 16 | Mur i petó                                 | 壁とキス         | Kabe to Kisu        | 22 de gener de 2011    |

## Crítica
Els divulgadors catalans Estrada i Bernabé comenten de Bakuman que, «malgrat la seva embullosa premisa, aquest manga no solament proporciona una valiosíssima finestra a través de la qual veure com funciona el procés de creació, edició i promoció del manga comercial al Japó […] sinó que a més ofereix una trepidant història que té tots els elements del shōnen de tota la vida».